# 29ª entrega de premios AVN
La 29º Ceremonia de Premios AVN, presentado por AVN, para premiar a las mejores películas pornográficas y productos de diversión para adultos del 2011 de los Estados Unidos y la ceremonia tuvo lugar el 21 de enero de 2012 en The Joint dentro del Hard Rock Hotel and Casino en Paradise, Nevada. Las películas ternabas entraban desde los estrenos desde el 1 de octubre del 2010 al 30 de septiembre de 201. La ceremonia estuvo televisada en los Estados Unidos por Showtime. El comediante Dave Attell condujo el espectáculo por segunda vez. Él primero condujo la 27.ª ceremonia en el 2010, y compartió la 29.ª ceremonia de coanfitriones con Bree Olson y Sunny Leone. El espectáculo de premios estuvo aguantado junto con la Expo de Diversión del Adulto y Internext en el mismo local.
El 11 de enero del 2012, AVN anunció en una nota de prensa que por primera vez el AVN ceremonia de Premios clímax con "la presentación de un gran premio que lo abarca todo" ''Película del Año''. "Incluso desde el principio, cuándo presentamos premios separados para la Mejor Película y el Mejor Vídeo , no había un equivalente definitivo para AVN, ahora hay uno," así lo declaró el editor de AVN Peter Warren. 
La votación para la película del Año sería celebrada justo con anterioridad a la ceremonia del 21 de enero, en una reunión secreta de miembros del núcleo del comité de premios de AVN, para asegurar que los ganadores de las 10 categorías quedan en secreto hasta su presentación en la ceremonia. El acontecimiento también presentó un premio nuevo, el Visionary Premio, "creado para reconocer y honrar a un dirigente en la diversión para adultos quién ha propulsado la innovación y ha llevado a su compañía—y al negocio en general—a alturas nuevas."
Individualmente, Akira ganó o compartió seis premios, entre ellos los premios de Intérprete Femenina del Año y Mejor Nuevo Starlet fueron para Bobbi Starr y Brooklyn Lee respectivamente. Lee recibió cinco premios y cuatro fueron para Starr. Manuel Ferrara ganó su cuarto Premio a Intérprete Masculino del Año, más que cualquiera en más de los 29 años de historia de las celebraciones.

## Ganadores y candidatos

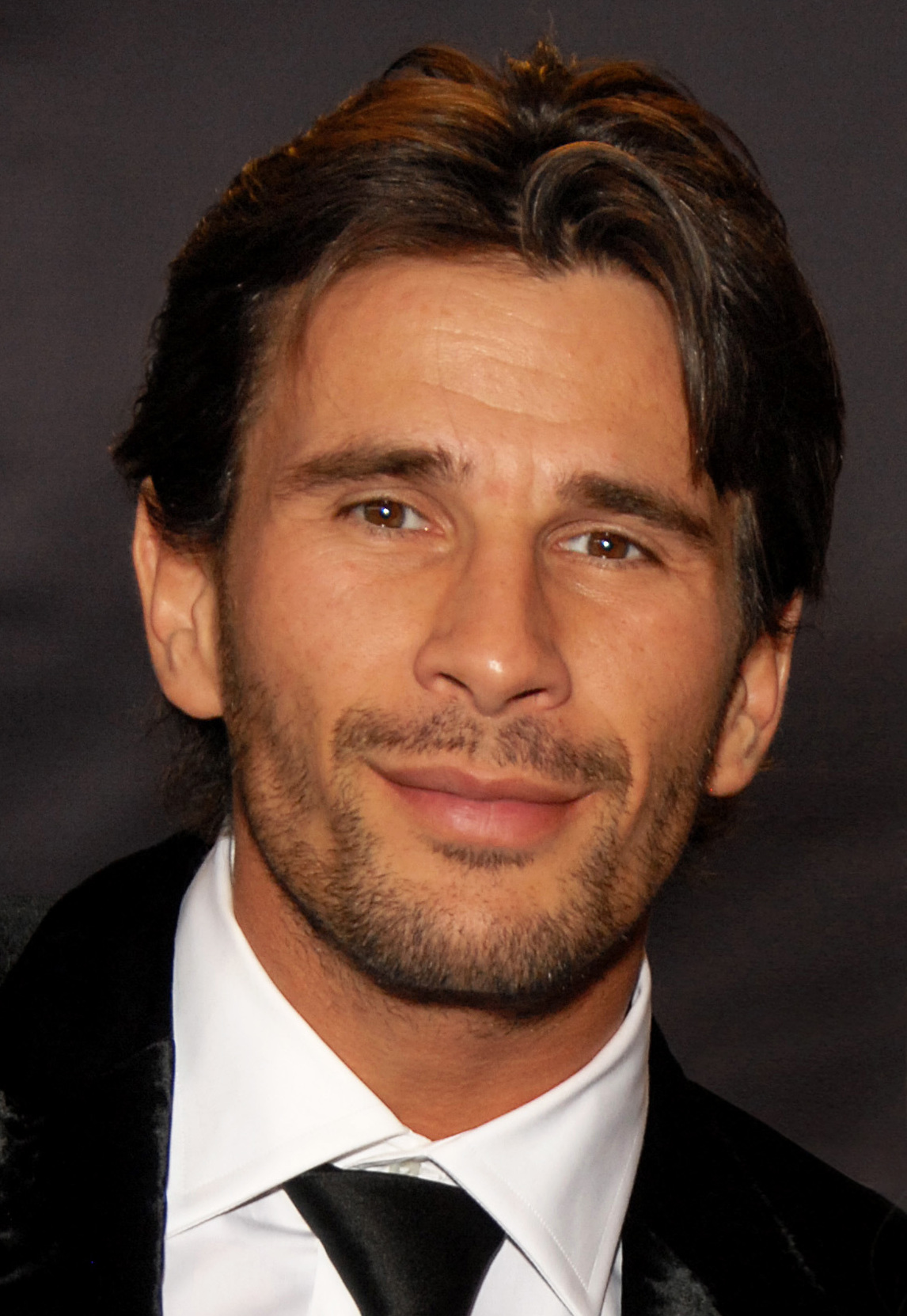
Manuel Ferrara, Intérprete Macho del ganador de Año, con Katsuni

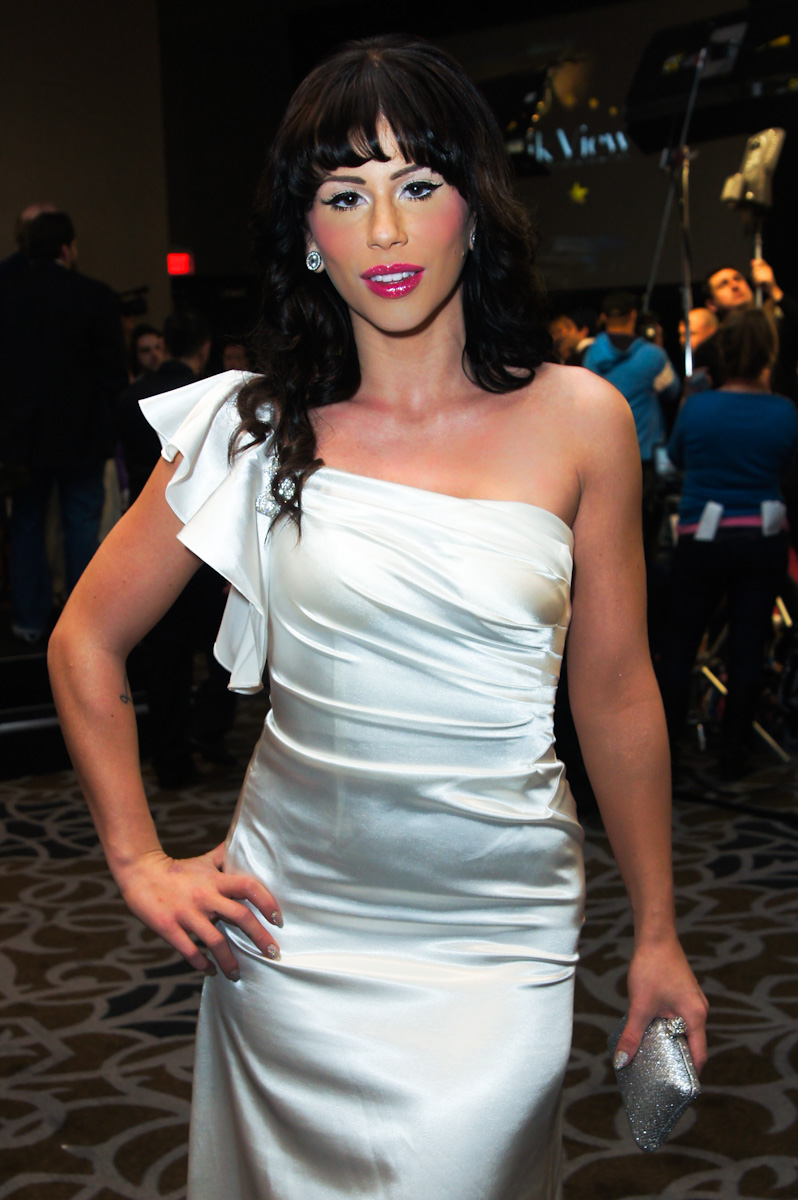
Brooklyn Lee, Más Nuevo Starlet ganador

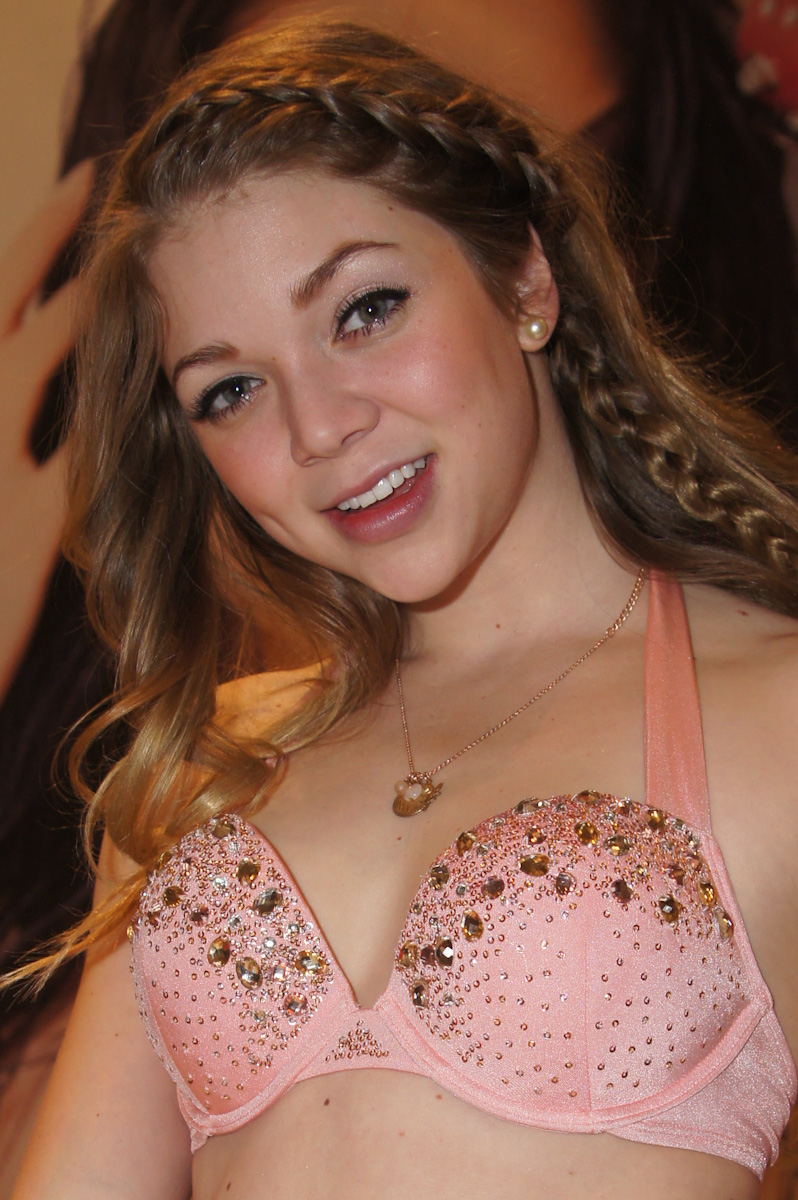
Jessie Andrews, ganador de Actriz Mejor

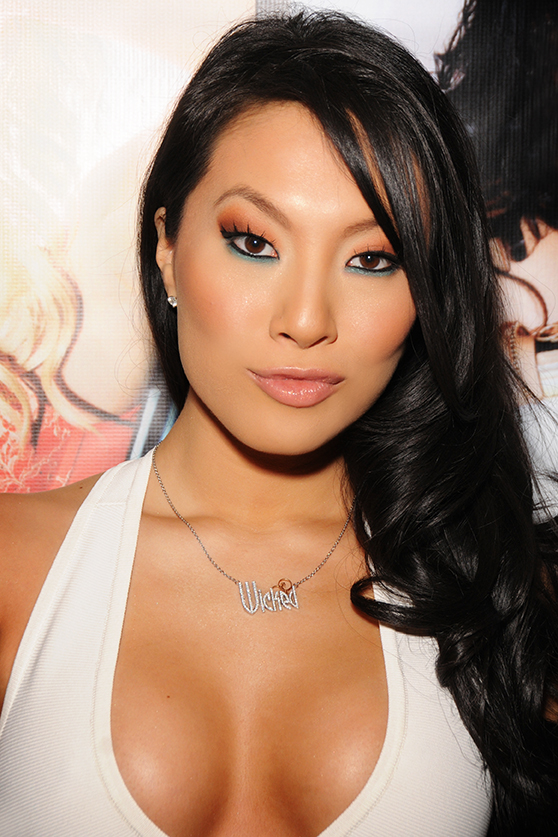
Asa Akira, ganador de seis 2012 AVN premios

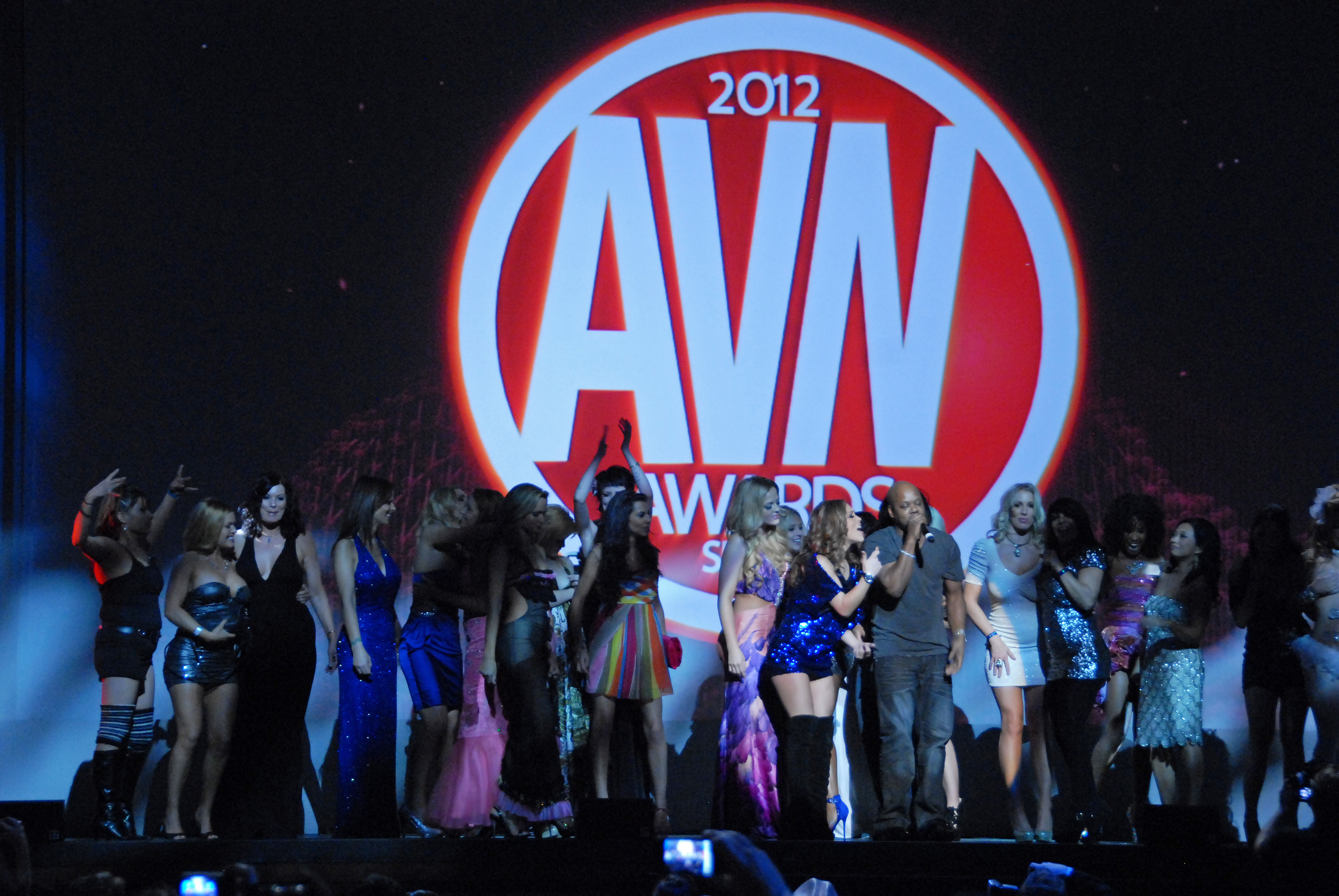
AVN Otorga Espectáculo, Hotel de Rock Duro, Las Vega, NV encima 21 de enero de 2012

Los candidatos para el 29.º AVN los premios estuvieron anunciados encima Dic. 6, 2011 en una nota de prensa. La película que recibe el más los nombramientos era El Rocki Whore Espectáculo de Cuadro: Un Hardcore Parodia con 18, mientras director/de intérprete Bobbi Starr tuvo los nombramientos más individuales con 16. Los ganadores estuvieron anunciados durante la ceremonia de premios encima 21 de enero de 2012.

### Premios importantes
Los premios importantes adicionales están listados abajo con ganador primero y destacado en la negrita seguida por el resto de los candidatos.
| Actor Masculino del Año | Actriz Masculina del Año |
| --- | --- |
| - Manuel Ferrara - Mick Blue - Tom Byron - James Deen - Erik Everhard - Tommy Gunn - Keiran Lee - Ramón Nomar - Mr. Pete - Rocco Reed - Anthony Rosano - Lexington Steele - Evan Stone - Nacho Vidal - Prince Yahshua | - Bobbi Starr - Asa Akira - Lexi Belle - Dana DeArmond - Gracie Glam - Allie Haze - Jesse Jane - Kagney Linn Karter - Kimberly Kane - Kayden Kross - Lily Labeau - Phoenix Marie - Chanel Preston - Kristina Rose - Andy San Dimas - Alexis Texas |
| Mejor Nuevo Actor Masculino | Mejor Nueva actriz |
| - Xander Corvus - Giovanni Francesco - Ryan McLane - Brendon Miller - Richie - Bruce Venture | - Brooklyn Lee - Abella Anderson - Aiden Ashley - Jessie Andrews - Bethany Benz - Lily Carter - Skin Diamond - Ash Hollywood - Bibi Jones - Jynx Maze - Holly Michaels - Selena Rose - Samantha Saint - Lexi Swallow - Lizz Tayler - Zoe Voss |
| Mejor Actor | Mejor Actress |
| - Dale DaBone - Elvis XXX: A Porn Parody - James Bartholet - Saw: A Hardcore Parody - Barrett Blade - Killer Bodies - Tom Byron - Runaway - Xander Corvus - Lost and Found - Ryan Driller - Superman XXX: A Porn Parody - Ben English - Official The Silence of the Lambs Parody - Seth Gamble - Saturday Night Fever XXX: An Exquisite Films Parody - Jack Lawrence - Anchorman: A XXX Parody - Ryan McLane - Official Psycho Parody - Tommy Pistol - Taxi Driver: A XXX Parody - Anthony Rosano - Rocky XXX: A Parody Thriller! - Randy Spears - The Orgasm - Evan Stone - This Ain’t Ghostbusters XXX 3D - Mac Turner - The Rocki Whore Picture Show: A Hardcore Parody | - Jessie Andrews - Portrait of a Call Girl - Capri Anderson - Runaway - Tori Black - Killer Bodies - Jessica Drake - Horizon - Allie Haze - Lost and Found - Helly Mae Hellfire - This Ain't Lady Gaga XXX - Kagney Linn Karter - Official The Silence of the Lambs Parody - Kayden Kross - Love & Marriage - Lily Labeau - The Incredible Hulk XXX: A Porn Parody - Natasha Nice - Dear Abby - Savanna Samson - Savanna Samson Is the Masseuse - Andy San Dimas - Rezervoir Doggs: An Exquisite Films Parody - Hillary Scott - The Flintstones: A XXX Parody - Bobbi Starr - A Little Part of Me - Misty Stone - Hustler's Untrue Hollywood Stories: Oprah |
| Mejor Actor de Reparto | Mejor Actriz de Reparto |
| - Xander Corvus - Star Trek: The Next Generation - A XXX Parody - Chad Alva - Lost and Found - Lee Bang - Star Trek: The Next Generation - A XXX Parody - Otto Bauer - Beverly Hillbillies: A XXX Parody - Dick Delaware - Spider-Man XXX: A Porn Parody - Tommy Gunn - Fighters - Steve Holmes - Savanna Samson Is the Masseuse - Alec Knight - Elvis XXX: A Porn Parody - Mr. Marcus - Rocky XXX: A Parody Thriller! - Rocco Reed - Horizon - Anthony Rosano - The Flintstones: A XXX Parody - Randy Spears - The Rocki Whore Picture Show: A Hardcore Parody - Eric Swiss - Pervert - Michael Vegas - Dear Abby - Mark Wood - Official The Silence of the Lambs Parody | - Jesse Jane - Fighters - Brooke Lee Adams - The Flintstones: A XXX Parody - Alektra Blue - The Rocki Whore Picture Show: A Hardcore Parody - Dana DeArmond - Beverly Hillbillies: A XXX Parody, - Kimberly Kane - Horizon - Kagney Linn Karter - Beverly Hillbillies: A XXX Parody - Kayden Kross - Fighters - Lily Labeau - Pervert - Brooklyn Lee - Spider-Man XXX: A Porn Parody - Chanel Preston - Rezervoir Doggs: An Exquisite Films Parody - Ann Marie Rios - Escaladies - Samantha Ryan - Pervert - Bobbi Starr - Scooby Doo: A XXX Parody - India Summer - Eternal - Sarah Vandella - Official Psycho Parody |
| No reconocido Actor del Año | Actriz del Año no reconocida |
| - Johnny Castle - Alex Gonz - Chris Johnson - L.T. - Ralph Long - Scott Lyons - Ryan Madison - Jack Napier - Tee Reel - Barry Scott - Johnny Sins - Kris Slater - Brian Street Team - Rico Strong - Tim Von Swine | - Bridgette B. - Aubrey Addams - Yurizan Beltran - Capri Cavanni - Vicki Chase - Sophie Dee - Jacky Joy - Victoria Lawson - Jessie Lee - Karlie Montana - Mason Moore - Rachel Roxxx - Nikki Sexx - Angel Vain - Angelina Valentine |
| Director del Año | Mejor Director - Película Extrajera |
| - Axel Braun - Mike Adriano - Joanna Angel - Brad Armstrong - Rob Black - Robby D. - William H. - Jules Jordan - Mason - Lee Roy Myers - Gary Orona - Eddie Powell - Jim Powers - Mike Quasar - Will Ryder | - Ettore Buchi (fr ) - Mission Asspossible - - Jules Bart - All Star POV - Max Bellochio - Bangkok Connection - Hervé Bodilis - Mademoiselle de Paris - Max Candy - My First Orgy - Paul Chaplin - 'Ello 'Ello!: Lust in France - Christoph Clark - Angel Perverse 18 - Ted D. - Chloe's Column: Fuck Fame - Justin Ribeiro & Dos Santos - Private Thoughts - Gazzman - Whore House - Timo Hardy - In Like Timo - Tanya Hyde - Decadent Divas - Jinashi - Tokyo Escalate Angels - Kendo - Ink - Peter Turner - Perfect Angels |
| Mejor actuación | Mejor actuación extranjera |
| - Portrait of a Call Girl - Assassins - Booty Shop - Dear Abby - Eternal - Fighters - Horizon - Killer Bodies - A Little Part of Me - Lost and Found - My Little Black Book - Pervert - Runaway - Savanna Samson Is the Masseuse - Teacher's Pet | - Mission Asspossible - Bangkok Connection - Chloe’s Column: Fuck Fame - Mademoiselle de Paris - Rich Little Bitch - Smuggling Sex-Pedition |
| Mejor Parodia - Comedia | Mejor Parodia - Drama |
| - The Rocki Whore Picture Show: A Hardcore Parody - American Dad! XXX: An Exquisite Films Parody - Anchorman: A XXX Parody, New Sensations - Beverly Hillbillies: A XXX Parody - Brazzers Presents: The Parodies - Bridesmaids XXX Porn Parody - Can't Be Sanford & Son - Elvis XXX: A Porn Parody - The Flintstones: A XXX Parody - Home Improvement XXX: A Parody - The Justice League of Pornstar Heroes - Official The Silence of the Lambs Parody - Saw: A Hardcore Parody - Scream XXX: A Porn Parody - This Ain’t Ghostbusters XXX 3D | - Spider-Man XXX: A Porn Parody - The Blair Witch Project: A Hardcore Parody - Captain America: An Extreme Comixxx Parody - Halloween XXX Porn Parody - Katwoman XXX - Official Basic Instinct Parody - Official Psycho Parody - Rezervoir Doggs: An Exquisite Films Parody - Rocky XXX: A Parody Thriller! - Saturday Night Fever: An Exquisite Films Parody - Star Trek: The Next Generation - A XXX Parody - Superman XXX: A Porn Parody - Taxi Driver: A XXX Parody - This Ain't Dracula XXX 3D - Top Guns |
| Mejor Comedia | Mejor Escena 3D |
| - Grindhouse XXX - About Jessica - Babysitters 2 - Big Ass Handy Women - Blind Date - The Flying Pink Pig - Kung Fu Pussy - The Masseuse 2 - Nerdsworld - The Orgasm - Party Girls - The Red Panties - Stripper Diaries 2 - Stripper Grams - XXX Avengers | - This Ain't Ghostbusters XXX 3D - 3D Real Pornstars of Chatsworth - Killer Kurves 3-D - This Ain't Conan the Barbarian XXX 3D - This Ain't Dracula XXX 3D |
| Mejor Escena Gonzo | Mejor esbozo |
| - Dangerous Curves - Beach Patrol 2 - Heat on the Street: Sex in Public - Innocent Until Proven Filthy 9 - Jerkoff Material 6 - Joanna Angel and James Deen’s Summer Vacation - Man vs. Pussy - Raw 8 - Rocco's American Adventures - S.O.S.: Sex on the Streets - Sex Appeal - Shane's World 42: Paradise Island - Shut Up and Fuck - Street Vendors 4 - The Voyeur 37 | - Prison Girls - All About Kagney Linn Karter - Anarchy - Creature Feature - I Can't Believe I Fucked a Zombie - Jesse Jane: Reckless - Lust Bite - My Favorite Emo Sluts - Naughty Nanny 3 - Pornstars Punishment 2 - Rough Sex 3: Adrianna’s Dangerous Mind - Scurvy Girls 3 - Secretary’s Day 5 - Sexy - Working Girls |
| Mejor escena sexual | Mejor escena sexual- formato mixto |
| - Asa Akira Is Insatiable 2 - Alexis Texas: Nymphomaniac - The Bombshells - Grace Glam: Lust - Harder - Hard Bodies - Just Jenna 2 - Kagney Linn Karter Is Relentless - L for London - Oil Overload 4 - Performers of the Year 2011 - Sex Dolls - Sweet Pussy - Teagan Presley: The Six - This Is Why I'm Hot | - Bobbi’s World - Bad Girls 5 - Black & Blue - Cum Glazed 2 - Downtown Girls 3 - Kayden Unbound - Nacho Invades America - Nacho Vidal vs. Live Gonzo - No Panties Allowed 2 - Slutty and Sluttier 13 - The Victoria Rae Black Experiment - What the Fuck! Big Tits, Bitches & Ass |
| Mejojr escena interracial | Mejor escena lésbica |
| - Lex the Impaler 6 - Black in My Ass - Black Shack 2 - Diesel Dongs 14 - Heavy Metal 9 - Housewives Gone Black 12 - Interracial Fuck Sluts 2 - Kimberly Kane’s Been Blackmaled - Lex the Impaler 7 - Monsters of Cock 29 - My Black Fantasy - Once You Go Black You Never Go Back 6 - Racially Motivated 3 - Rico the Destroyer 3 - White Mommas 3 | - Cherry 2 - Art School Dykes - Bree & Tori - Budapest 3 - Cannibal Queen - Celeste - Dirty Panties - Girl Crush 2 - Girlfriends 3 - The Interns 2 - Lesbian Ass Worship - Club 59 - Molly's Life 8 - Pretty in Pink - Taxi 2 |
| Mejor estreno Anal | Best Celebrity Sex Tape |
| - Ass Worship 13 - Anal Attack 3 - Anal Buffet 6 - Anal Delights - Anal Fanatic 2 - Anal Inferno - Anal Only - Anal Workout - Big Wet Asses 19 - Big Wet Butts 4 - Deep Anal Drilling 2 - Evil Anal 13 - Gape Me - Joanna Angel: Ass-Fucked - Lord of Asses 15 | - Backdoor to Chyna - Amy Fisher Is Sex - Brittney Jones Confidential - Erica Lynne Is Badd: The XXX Home Movies - Jasmine Waltz: Hollywood It Girl - Karissa Shannon Superstar - Phil Varone's Secret Stash - Tila Tequila Uncorked |
| Mejor escena de sexo anal | Mejor escena de sexo oral |
| - Asa Akira, Nacho Vidal - Asa Akira Is Insatiable 2 - Joanna Angel, Manuel Ferrara - Joanna Angel: Ass-Fucked - Dana DeArmond, Tommy Pistol - Shut Up and Fuck - Kelly Divine, Nacho Vidal - Kelly Divine Is Buttwoman - Gracie Glam, Manuel Ferrara - Gracie Glam: Lust - Jenna Haze, Scott Nails - Just Jenna 2 - Kagney Linn Karter, Manuel Ferrara - All About Kagney Linn Karter - Brooklyn Lee, Xander Corvus - Spider-Man XXX: A Porn Parody - Phoenix Marie, Prince Yahshua - Dynamic Booty 6 - Jynx Maze, Toni Ribas - Slutty and Sluttier 13 - Adrianna Nicole, Ramón Nomar - Rough Sex 3: Adrianna’s Dangerous Mind - Bree Olson, Lexington Steele - Lex the Impaler 6 - Kristina Rose, Nacho Vidal - Nacho Invades America - Bobbi Starr, Nacho Vidal - 'Shut Up and Fuck - Alexis Texas, Mr. Pete - Deep Anal Drilling 3 | - Brooklyn Lee, Juelz Ventura - American Cocksucking Sluts - Asa Akira - Asian Fuck Faces - Capri Anderson - Spider-Man XXX: A Porn Parody - Jessie Andrews - Portrait of a Call Girl - Charley Chase - Let Me Suck You 2 - Dana DeArmond - Praise the Load 6 - Skin Diamond, Asa Akira - Orgasmic Oralists - Gracie Glam - Massive Facials 3 - Jayden Jaymes - Massive Facials 3 - Kagney Linn Karter, Breanne Benson, Allie Haze - American Cocksucking Sluts - London Keyes - L for London - Chanel Preston - The Justice League of Pornstar Heroes - Kristina Rose - Let Me Suck You - Bobbi Starr - Jessica Drake's Guide to Wicked Sex: Fellatio - Jennifer White - Sloppy Head 3 |
| Mejor escena chico/chica | Mejor escena extranjera |
| - Manuel Ferrara, Lexi Belle - The Bombshells 3 - Mike Adriano, Andy San Dimas - Cum for Me - Bill Bailey, Misty Stone - Taxi Driver: A XXX Parody - Mick Blue, Kagney Linn Karter - Breast in Class 2: Counterfeit Racks - Mick Blue, Stoya - Top Guns - Xander Corvus, Allie Haze - Lost and Found - James Deen, April O’Neil - Legs Up Hose Down - Manuel Ferrara, Jessie Andrews - Portrait of a Call Girl - Manuel Ferrara, Katie St. Ives - Party Girls - Seth Gamble, Hayden Winters - The Flintstones: A XXX Parody - Scott Nails, Jesse Jane - Fighters - Derrick Pierce, Lily Labeau - Pervert - Toni Ribas, Tanner Mayes - Slutty and Sluttier 13 - Nacho Vidal, Gracie Glam - Gracie Glam: Lust - Prince Yahshua, Kimberly Kane - Kimberly Kane’s Been Blackmaled | - Brooklyn Lee, Ian Scott - Mission Asspossible - Aliz, Choky Ice, Anthony Hardwood - Elegance - Megan Coxxx, James Deen - Dirty Little Club Sluts - Angel Dark, Leny Ewil - All Star Teens 2 - Cindy Dollar, Ian Scott, Alex Forte, James Brossman - French Maid Service Trainees - Niky Gold, J. J., Neeo - Smuggling Sex-Pedition - Shelia Grant, Nicole Sweet, Kelly Rose - She Made Me Cum - Izabella, Frank Gun, Lauro Giotto, Nick Lang - Tamed Teens 9 - Lillian, Ellen Lotus, Amelie, Timo Hardy - In Like Timo - Louise, Naomi, Bessy, Barbie White, Candy Sweet, Sandra Rodríguez, Kylie, Rocco Siffredi - Rocco’s Dirty Teens - Kristi Lust, Ben Kelly, J. J., John Strong, Peter Oh Toole - Whore House - Aletta Ocean, Brandy Smile - Hold Me Close - Olga, Jana, Omar Galanti - Omar's Butt Obsession - Tallulah, Pascal White - Ink - Debbie White, Ian Scott, Mike Angelo - Angel Perverse 17 |
| Mejor escena chica-chica-chico | Mejor escena chica-chica |
| - Kristina Rose, Jada Stevens, Nacho Vidal - Ass Worship 13 - Tori Black, Isis Love, Jon Jon - Black Shack 2 - Amy Brooke, Gracie Glam, Nacho Vidal - Nacho Vidal vs. Live Gonzo - Lily Carter, Skin Diamond, Chris Strokes - Slut Puppies 5 - Jenna Haze, Zoe Voss, Scott Nails - Legs Up Hose Down - Ash Hollywood, Capri Anderson, Seth Dickens - Spider-Man XXX: A Porn Parody - Jesse Jane, Bibi Jones, Manuel Ferrara - Assassins - Lily Labeau, Sarah Shevon, Otto Bauer - Pervert - Ashli Orion, Charley Chase, Evan Stone - Captain America: An Extreme Comixxx Parody - Jenna Presley, Jayden Jaymes, Manuel Ferrara - Party Girls - Chanel Preston, Aurora Snow, Tom Byron - Taxi Driver: A XXX Parody - Melanie Rios, Gigi Rivera, Toni Ribas - Oil Overload 4 - Sheena Ryder, Katie Jordin, Rocco Reed - What the Fuck! Big Tits, Bitches & Ass - Bobbi Starr, Tori Lux, Mark Wood - Bobbi's World - Alexis Texas, Jenny Hendrix, Rocco Siffredi - Rocco's American Adventures | - Dana DeArmond, Belladonna - Belladonna: Sexual Explorer - Jenna Haze, Jelena Jensen - Breast in Class: Naturally Gifted - Celeste Star, Kristina Rose - Celeste - Jiz Lee, Andy San Dimas - Cherry 2 - Ann Marie Rios, Alexis Texas - Dirty Panties - Brooke Lee Adams, Hillary Scott - The Flintstones: A XXX Parody - Zoe Voss, Samantha Ryan - Girls Kissing Girls 8, Sweetheart - Tori Black, Teagan Presley - Killer Bodies - Heather Starlet, Shyla Jennings - Lesbian Psychodramas 6 - Prinzzess, India Summer - Lesbian Sex - Riley Jensen, Melanie Rios - Lush - Gracie Glam, Lexi Belle - Pretty in Pink - Lily Labeau, Bobbi Starr - Prison Girls - Sunny Leone, Daisy Marie - RolePlay - Justine Joli, Syd Blakovich - Taxi |
| Participación especial | Mejor sitio web |
| - Ron Jeremy - Brittany Andrews - Capri Anderson - Lisa Ann - Nikki Benz - Ashley Blue - Dave Cummings - Porno Dan - Allie Haze - Jesse Jane - Kacey Jordan (de ; pt ) - - Kayden Kross - Yasmin Lee - Sunny Leone - Bree Olson - Andy San Dimas - Angie Savage | - Bobbi Starr (BobbiStarr.com) - Asa Akira (AsaAkira.com) - Bree Olson (BreeOlson.com) - Dylan Ryder (DylanRyder.com) - Jelena Jensen (JelenaJensen.com) - Jesse Jane (JesseJane.com) - Jessica Jaymes (JessicaJaymesXXX.com) - Kagney Linn Karter (KagneyLinnKarter.com) - Kayden Kross (ClubKayden.com) - Kelly Madison (KellyMadison.com) - Lisa Ann (TheLisaAnn.com) - Mariah Milano (es ) (MariahXXX.net) - - Nina Hartley (Nina.com) - Sophie Dee (ClubSophieDee.com) - Sunny Leone (SunnyLeone.com) - Tanya Tate (TanyaTate.com) |
| Película más alquilada o vendida | Favoritos del Público |
| - Top Guns | Mejor Cuerpo: - Riley Steele Porn Star Favorita: - Riley Steele Escena de Sexo más caliente: - Riley Steele and Babysitters 2 co-stars Bibi Jones, Jesse Jane, Kayden Kross, Stoya, Manuel Ferrara Reina de Twitter: - Riley Steele |

## Salon de la Fama de AVN
Los que ingresaron al Salon de la Fama de AVN en el 2012 fueron:
- Rama de vídeo: Juli Ashton, Rob Black , David Aaron Clark, Dale DaBone, Erik Everhard, Alexander DeVoe, Jenna Calima, Alisha Klass, Toni Ribas, Silvia Santo, Mark Spiegler, Scott Taylor, Inari Vachs, Stacy Valentine y Nacho Vidal.
- Rama de Producto del placer: Larry Garland de Eldorado Trading Co., Joel Tucker de Stockroom y Nick Orlandino de Pipedream Products.
- Rama de Fundadores del internet: Beth Mansfield de Persiankitty.com, Patrick de Thehun.net y Shap de Twistys.com.

## Información de ceremonia

### Cambios a categorías de premios
Principio con el 29.º AVN Premios, varias categorías nuevas estuvieron introducidas para reflejar evolucionando tendencias del mercado, incluyendo:
- Sitio web de Estudio mejor
- Sitio web de Chica de Solo mejor
- Más Todo-Liberación de Sexo - Formato Mixto
- Director mejor - Parodia y Cinta de Sexo de Celebridad Mejor.

### Controversias
Como suele ser el la mayoría de los casos de entregas de premios, los que no estaba de acuerdo con los ganadores del premio de este año, escribieron y mostraron su opinión en diversos foros y blogs para expresar sus objeciones, sobre todo alrededor de la selección de Dale DaBone como mejor actor, por sobre Tommy Pistol y de la selección de la India Summer como la Artista MILF/Cougar del Año.